# Усадьба Паткуль
Усадьба Паткуль — историческое здание в Пушкине. Построено в 1854 году. Объект культурного наследия регионального значения. Расположено на Средней улице, дом 8. В состав комплекса усадьбы также входил флигель по адресу: Малая улица, дом 13.

## История
В начале XIX века на месте современного дома располагался деревянный дом с мезонином придворного лакея Терентьева. С 1848 года участком владела Мария Александровна Паткуль. Строительство нового деревянного дома началось в 1854 году по проекту И. А. Монигетти, строительством руководил помощник И. А. Видов. Старый дом при этом был перемещён на другой край участка, на Малую улицу, и стал флигелем усадьбы. Вокруг участка был возведён деревянный забор с воротами. Флигель был настроен в 1881 году: по проекту архитектора Н. С. Никитина мезонин был перестроен в полный второй этаж.
В 1880-х годах в доме жил предприниматель Иван Алексеевич Жевержеев с супругой Софьей Порфирьевной, урождённой Оловянишниковой, здесь родился их сын Левкий Жевержеев, впоследствии известный коллекционер и меценат.
После Великой Отечественной войны в главном доме располагался детский сад № 2, позднее — вытрезвитель, паспортный стол. В настоящее время здание занимает ГУ Жилищное агентство Пушкинского района и кафе (в подвале). В 1950-е гг. в глубине участка был возведён крупный многоквартирный дом, нарушивший планировку бывшей усадьбы. Не сохранились и ограда с воротами. В 1990—2000-е гг. вокруг было построено ещё 5 новых жилых домов. Флигель усадьбы, обладавший статусом выявленного объекта культурного наследия, был снесён в сентябре 2012 года. Дом был воссоздан в 2015 году, но деревянной осталась только внешняя обшивка, сам дом отстроен из кирпича.

## Архитектура
Дом асимметричен. Он предназначен для летнего проживания, с окнами, расположенными так, что днём в дом постоянно поступает солнечный свет. Расположение и форма окон свободные и разнообразные. Отделка фасадов имитирует приёмы каменной архитектуры. В доме несколько эркеров, балконы, угловая башенка-мезонин. На фасадах богатый резной декор: пилястры, профилированные и орнаментальные тяги, наличники, фигурные кронштейны. Сохранились и парадные интерьеры: двери с наличниками, лепные фризы, карнизы.